# Al-Kabri-Massaker
Das Al-Kabri-Massaker bezeichnet eine Militäroperation des Kriegs um Israels Unabhängigkeit 1948, die die Israelische Armee als Vergeltung für den arabischen Überfall auf den Jechiʿam-Konvoi durchführte. Am 20. Mai des Jahres eroberte die israelische Karmeli-Brigade al-Kabri (arabisch الكابري), ein palästinensisches arabisches Dorf in der nordwestlichen Ecke der Region des britischen Mandatsgebiets Palästina, das später in den Staat Israel eingegliedert wurde. Im vorangegangenen Bürgerkrieg zwischen arabischen und jüdischen Palästinensern (Dezember 1947─Mai 1948) hatten am 27. März 1948 hunderte bewaffnete Dorfbewohner und Einheiten der Arabischen Befreiungsarmee mit deren Kommandant Khalil al-Kallas einen jüdischen Militärkonvoi auf dem Weg zum arabische belagerten Jechiʿam auf der Landstraße Akko-Damaskus (heute Kvisch ) in der Nähe al-Kabris angegriffen 46 Angehörige der Hagana, darunter der Konvoikommandeur Ben-ʿAmmi Paechter, getötet. Sechs Araber wurden ebenfalls in der Schlacht getötet. Zwei Monate später gab der Kommandeur der Operation Ben-Ami operative Befehle, die besagten, dass an diesem Tag „mit dem Ziel, die Dörfer Kabri, Umm al Faraj und Al-Nahr zu erobern, Männer zu töten [und] die Dörfer zu zerstören und anzuzünden“ angegriffen werden sollte. Meron Benvenisti behauptete, dass „die Befehle wortgetreu ausgeführt wurden“, während Benny Morris schreibt, dass anscheinend eine Anzahl von Dorfbewohnern hingerichtet wurde.
Al-Kabri wurde ohne Widerstand erobert, denn die meisten Einwohner des Dorfes waren bereits geflüchtet. Damit war Jechiʿams Entsatz erlangt. Der Nachrichtendienst der Haganna, Scherut Jediʿot, hatte Namen von Kämpfern ermittelt, welche die Arabische Befreiungsarmee für ihre Taten beim Konvoi-Überfall vom März des Jahres mit militärischen Auszeichnungen geehrt und lobend erwähnt hatte. Die Haganna-Soldaten im Dorf ermittelten die Identität von am Ort angetroffenen Bewohnern und teils auf ihrer Flucht in Galiläa gefangen genommenen Dorfbewohnern, die nach al-Kabri zurückgebracht worden waren, um zu wissen, ob sie am Konvoi-Überfall beteiligt waren oder nicht, worauf die israelischen Militärs manche als Vergeltung töteten. Laut Walid Khalidi wurden eine „unbekannte Anzahl von Dorfbewohnern gefangen genommen und einige getötet“, während andere getötet wurden, als man ihre Identität als Beteiligte feststellt hatte, nachdem man sie auf der Flucht in Galiläa aufgegriffen hatte.

## Veröffentlichte Berichte über den Vorfall
Dov Yirmiya, der an der Operation teilnahm, berichtete:
Kabri wurde ohne Kampf erobert. Fast alle Einwohner flohen. Einer der Soldaten, Yehuda Reshef, der zusammen mit seinem Bruder zu den wenigen Überlebenden des Yehi'am-Konvois gehörte, bekam einige Jugendliche in seine Gewalt, die nicht entkommen waren, wahrscheinlich sieben. Er befahl ihnen, einige als Hindernis gegrabene Gräben aufzufüllen, und stellte sie dann auf und erschoss sie mit einem Maschinengewehr. Einige starben, aber einigen der Verwundeten gelang es zu entkommen.
Aminah Muhammad Musa, eine weibliche Flüchtige aus al-Kabri, berichtete:
Mein Mann und ich verließen Kabri einen Tag bevor es fiel... Bei Sonnenaufgang [am nächsten Tag], während mein Mann sein Morgengebet verrichtete, kam unser Freund Raja an uns vorbei und drängte uns weiterzugehen, indem er sagte, dass wir rennen sollten... Es dauerte nicht lange, bis wir von den Juden getroffen wurden... Sie nahmen uns und ein paar andere Dorfbewohner... in einem gepanzerten Fahrzeug zurück zum Dorf. Dort wurden wir von einem jüdischen Offizier verhört, der eine Waffe an den Hals meines Mannes hielt und sagte: „Du kommst aus Kabri?“... Die Juden nahmen meinen Mann, Ibrahim Dabajah, Hussain Hassan al-Khubaizah, Khalil al-Tamlawi, Uthman Iban As'ad Mahmud und Raja mit. Sie ließen den Rest von uns zurück... Ein Offizier kam zu mir und bat mich, nicht zu weinen. Wir schliefen in den Obstgärten des Dorfes in dieser Nacht. Am nächsten Morgen gingen Umm Hussain und ich ins Dorf... Auf dem Weg zum Dorfplatz sah ich Umm Taha. Sie weinte und sagte: „Du solltest besser deinen toten Ehemann sehen.“ Ich fand ihn. Er wurde mit einem Kopfschuss getötet.